# ینگی‌قلعه (رزن)
ینگی قلعه (رزن)، روستایی از توابع بخش مرکزی شهرستان رزن در استان همدان ایران است.

## جمعیت
این روستا در دهستان رزن قرار دارد و براساس سرشماری مرکز آمار ایران در سال ۱۳۹۵، جمعیت آن ۳۸۹ نفر (۱۲۴خانوار) بوده‌است.